# Unione Sportiva Anconitana 1967-1968
Questa pagina raccoglie le informazioni riguardanti l'Unione Sportiva Anconitana nelle competizioni ufficiali della stagione 1967-1968.

## Rosa
| N. |                   | Ruolo | Calciatore            |
| -- | ----------------- | ----- | --------------------- |
|    | Italia (bandiera) | D     | Giuseppe Bonvicini    |
|    | Italia (bandiera) | D     | Bruno Bussolari       |
|    | Italia (bandiera) | D     | Romeo Campagnola      |
|    | Italia (bandiera) | C     | Giuseppe Campi        |
|    | Italia (bandiera) | D     | Castruccio Castracani |
|    | Italia (bandiera) | A     | Pasquale Cavicchia    |
|    | Italia (bandiera) | A     | Roberto Cei           |
|    | Italia (bandiera) | A     | Roberto Ciccotelli    |
|    | Italia (bandiera) | P     | Sauro Cinelli         |
|    | Italia (bandiera) |       | Compagnucci           |
|    | Italia (bandiera) | A     | Fulvio Donatello      |
|    | Italia (bandiera) |       | Falaschini            |
|    | Italia (bandiera) | P     | Fausto Fusani         |
|    | Italia (bandiera) | C     | Giampaolo Giampaoli   |

| N. |                   | Ruolo | Calciatore        |
| -- | ----------------- | ----- | ----------------- |
|    | Italia (bandiera) | A     | Gabriele Guizzo   |
|    | Italia (bandiera) |       | Malavenda         |
|    | Italia (bandiera) | C     | Rossano Marinelli |
|    | Italia (bandiera) | C     | Adriano Nocentini |
|    | Italia (bandiera) | D     | Orazio Panebianco |
|    | Italia (bandiera) | A     | Enrico Pellegrini |
|    | Italia (bandiera) | A     | Stefano Polenta   |
|    | Italia (bandiera) | D     | Marino Recchi     |
|    | Italia (bandiera) | A     | Alfonso Recinti   |
|    | Italia (bandiera) |       | Scagnoli          |
|    | Italia (bandiera) |       | Simoncelli        |
|    | Italia (bandiera) | C     | Franco Viappini   |
|    | Italia (bandiera) | C     | Luciano Volpi     |